# Iphierga chrysophaës
Iphierga chrysophaës är en fjärilsart som beskrevs av Turner 1917. Iphierga chrysophaës ingår i släktet Iphierga och familjen säckspinnare. Inga underarter finns listade i Catalogue of Life.